# 半人馬魚

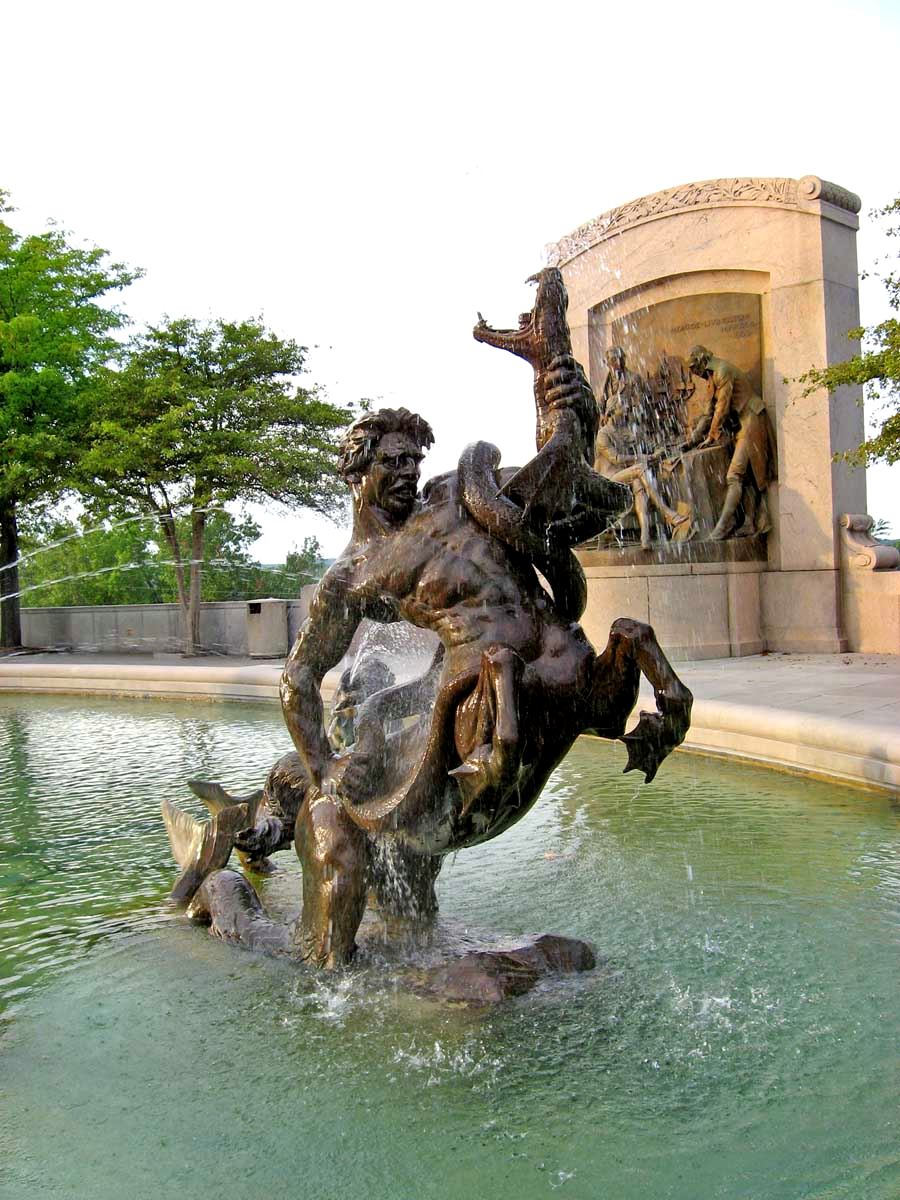
密蘇里州議會外的半人馬魚像

半人馬魚（Ichthyocentaurs、希臘語：ἰχθυοκένταρος、複數形：ἰχθυοκένταυροι）是希臘古典美術的半人馬海洋生物，具有人類的上半身、馬的前半部和前腳以及魚的尾部。

## 概要
最早的例子出現在西元前2世紀的佩加蒙祭壇的飾帶中。Ichthyocentaur由兩個字組成，源自希臘語的ikhthis（ichthyo）和kentauros（centaur），即ikhthis（ιχθύς「魚」）+ kentauros（κένταυρος「半人馬」）。

## 外部連結
- Theoi Greek Mythology: IKHTHYOKENTAUROI （页面存档备份，存于）